# Paulo Vinícius (węgierski piłkarz)
Paulo Vinícius Souza dos Santos (ur. 21 lutego 1990 w São Paulo) – węgierski piłkarz brazylijskiego pochodzenia grający na pozycji środkowego obrońcy w klubie Budapesti Vasutas SC.

## Kariera juniorska
Vinícius grał jako junior w klubie São Paulo FC (do końca 2008). 

## Kariera seniorska

### CA River Plate
Vinícius przeniósł się do CA River Plate 1 stycznia 2009. Zadebiutował dla nich 24 kwietnia 2010 w meczu z Racing Club de Montevideo (wyg. 4:1). Pierwszą bramkę zdobył 15 maja 2011 w wygranym 1:4 spotkaniu przeciwko CA Peñarol. Łącznie dla CA River Plate Vinícius rozegrał 26 meczów strzelając jednego gola.

### Fehérvár FC
Vinícius przeszedł do Fehérvár FC 26 sierpnia 2011. Debiut dla nich zaliczył 10 września 2011 w wygranym 1:0 spotkaniu przeciwko Szombathelyi Haladás. Pierwszego gola strzelił 27 listopada 2011 w meczu z Paksi FC (wyg. 1:2). Ostatecznie w ich barwach Vinícius wystąpił 310 razy zdobywając 16 bramek. Dwukrotnie zdobywał z nimi mistrzostwo Węgier, jednokrotnie Puchar Węgier, Puchar Ligi Węgierskiej oraz Superpuchar Węgier.

### Club Nacional
Vinícius trafił do Club Nacional 31 lipca 2020. Zadebiutował dla nich 27 sierpnia 2020 w starciu przeciwko CA Progreso (wyg. 1:2). Łącznie rozegra dla nich 16 meczów nie strzelając żadnego gola.

### APOEL FC
Vinícius przeniósł się do APOEL FC 25 stycznia 2021. Debiut dla nich zaliczył 7 lutego 2021 w przegranym 2:3 spotkaniu przeciwko Ethnikosowi Achna, notując również asystę. Pierwszego gola strzelił 10 maja 2021 w meczu z Karmiotisa FC (wyg. 1:6). Ostatecznie w ich barwach Vinícius wystąpił 43 razy zdobywając dwie bramki.

### APO Lewadiakos
Vinícius przeszedł do APO Lewadiakos 3 lipca 2022. Zadebiutował dla nich 21 sierpnia 2022 w meczu z Arisem FC (przeg. 3:0). Premierową bramkę zdobył 1 kwietnia 2023 w zremisowanym 1:1 spotkaniu przeciwko PAE Atromitosowi. Łącznie dla APO Lewadiakos Vinícius rozegrał 23 mecze strzelając jednego gola.

### Budapesti Vasutas SC
Vinícius trafił do Budapesti Vasutas SC 3 sierpnia 2023. Debiut dla nich zaliczył 13 sierpnia 2023 w przegranym 1:2 spotkaniu przeciwko Soroksár SC.

## Kariera reprezentacyjna

### Węgry
W marcu 2017 roku Vinícius otrzymał węgierskie obywatelstwo. W reprezentacji Węgier zadebiutował on 25 marca 2017 w meczu z Portugalią (przeg. 3:0).

## Statystyki

### Klubowe
(aktualne na dzień 8 sierpnia 2024)
| Klub                 | Sezon              | Liga                      | Liga  | Liga   | Puchar kraju | Puchar kraju | Puchar ligi | Puchar ligi | Kontynent | Kontynent | Suma  | Suma   |
| Klub                 | Sezon              | Liga                      | Mecze | Bramki | Mecze        | Bramki       | Mecze       | Bramki      | Mecze     | Bramki    | Mecze | Bramki |
| -------------------- | ------------------ | ------------------------- | ----- | ------ | ------------ | ------------ | ----------- | ----------- | --------- | --------- | ----- | ------ |
| CA River Plate       | 2009/10            | Primera División Uruguaya | 1     | 0      | 0            | 0            | –           | –           | 1         | 0         | 2     | 0      |
| CA River Plate       | 2010/11            | Primera División Uruguaya | 24    | 1      | 0            | 0            | –           | –           | 0         | 0         | 24    | 1      |
| CA River Plate       | Ogólnie            | Ogólnie                   | 25    | 1      | 0            | 0            | 0           | 0           | 1         | 0         | 26    | 1      |
| Fehérvár FC          | 2011/12            | Nemzeti Bajnokság I       | 21    | 3      | 6            | 0            | 8           | 0           | –         | –         | 35    | 3      |
| Fehérvár FC          | 2012/13            | Nemzeti Bajnokság I       | 20    | 0      | 6            | 1            | 5           | 0           | 12        | 1         | 24    | 0      |
| Fehérvár FC          | 2013/14            | Nemzeti Bajnokság I       | 25    | 2      | 3            | 0            | 10          | 0           | 2         | 1         | 40    | 3      |
| Fehérvár FC          | 2014/15            | Nemzeti Bajnokság I       | 25    | 2      | 6            | 0            | 6           | 0           | –         | –         | 37    | 2      |
| Fehérvár FC          | 2015/16            | Nemzeti Bajnokság I       | 27    | 0      | 4            | 1            | –           | –           | 6         | 1         | 36    | 2      |
| Fehérvár FC          | 2016/17            | Nemzeti Bajnokság I       | 32    | 2      | 3            | 0            | –           | –           | 6         | 0         | 41    | 2      |
| Fehérvár FC          | 2017/18            | Nemzeti Bajnokság I       | 15    | 1      | 0            | 0            | –           | –           | 3         | 0         | 18    | 1      |
| Fehérvár FC          | 2018/19            | Nemzeti Bajnokság I       | 24    | 0      | 9            | 1            | –           | –           | 14        | 0         | 47    | 1      |
| Fehérvár FC          | 2019/20            | Nemzeti Bajnokság I       | 10    | 0      | 2            | 0            | –           | –           | 0         | 0         | 12    | 0      |
| Fehérvár FC          | Ogólnie            | Ogólnie                   | 199   | 10     | 29           | 3            | 29          | 0           | 43        | 3         | 310   | 16     |
| Club Nacional        | 2020               | Primera División Uruguaya | 13    | 0      | 0            | 0            | –           | –           | 3         | 0         | 16    | 0      |
| Club Nacional        | Ogólnie            | Ogólnie                   | 13    | 0      | 0            | 0            | 0           | 0           | 3         | 0         | 16    | 0      |
| APOEL FC             | 2020/21            | Protathlima A’ Kategorias | 12    | 1      | 4            | 0            | –           | –           | –         | –         | 16    | 1      |
| APOEL FC             | 2021/22            | Protathlima A’ Kategorias | 24    | 1      | 3            | 0            | –           | –           | –         | –         | 27    | 1      |
| APOEL FC             | Ogólnie            | Ogólnie                   | 36    | 2      | 6            | 0            | 0           | 0           | 0         | 0         | 43    | 2      |
| APO Lewadiakos       | 2022/23            | Superleague Ellada        | 22    | 1      | 1            | 0            | –           | –           | –         | –         | 23    | 1      |
| APO Lewadiakos       | Ogólnie            | Ogólnie                   | 22    | 1      | 1            | 0            | 0           | 0           | 0         | 0         | 23    | 1      |
| Budapesti Vasutas SC | 2023/24            | Nemzeti Bajnokság II      | 28    | 0      | 0            | 0            | –           | –           | –         | –         | 28    | 0      |
| Budapesti Vasutas SC | 2024/25            | Nemzeti Bajnokság II      | 2     | 0      | 0            | 0            | –           | –           | –         | –         | 2     | 0      |
| Budapesti Vasutas SC | Ogólnie            | Ogólnie                   | 30    | 0      | 0            | 0            | 0           | 0           | 0         | 0         | 30    | 0      |
| Ogólnie w karierze   | Ogólnie w karierze | Ogólnie w karierze        | 325   | 14     | 36           | 3            | 29          | 0           | 47        | 3         | 448   | 16     |

### Reprezentacyjne
(aktualne na dzień 8 sierpnia 2024)
| Reprezentacja      | Rok                | Mecze | Bramki |
| ------------------ | ------------------ | ----- | ------ |
| Węgry              | 2017               | 4     | 0      |
| Węgry              | 2018               | 3     | 0      |
| Ogólnie            | Ogólnie            | 7     | 0      |
| Ogólnie w karierze | Ogólnie w karierze | 7     | 0      |

| Mecze i gole w reprezentacji | Mecze i gole w reprezentacji | Mecze i gole w reprezentacji | Mecze i gole w reprezentacji | Mecze i gole w reprezentacji | Mecze i gole w reprezentacji | Mecze i gole w reprezentacji | Mecze i gole w reprezentacji        |
| Węgry                        | Węgry                        | Węgry                        | Węgry                        | Węgry                        | Węgry                        | Węgry                        | Węgry                               |
| Lp.                          | Data                         | Miejsce                      | Gospodarz                    | Gość                         | Wynik                        | Gol                          | Rozgrywki                           |
| ---------------------------- | ---------------------------- | ---------------------------- | ---------------------------- | ---------------------------- | ---------------------------- | ---------------------------- | ----------------------------------- |
| 1.                           | 25.03.2017                   | Lizbona                      | Portugalia                   | Węgry                        | 3:0                          |                              | Mistrzostwa Świata 2018 – elimnacje |
| 2.                           | 05.06.2017                   | Budapeszt                    | Węgry                        | Rosja                        | 0:3                          |                              | Mecz towarzyski                     |
| 3.                           | 09.06.2017                   | Andora                       | Andora                       | Węgry                        | 1:0                          |                              | Mistrzostwa Świata 2018 – elimnacje |
| 4.                           | 14.11.2017                   | Budapeszt                    | Węgry                        | Kostaryka                    | 1:0                          |                              | Mecz towarzyski                     |
| 5.                           | 06.06.2018                   | Brześć                       | Białoruś                     | Węgry                        | 1:1                          |                              | Mecz towarzyski                     |
| 6.                           | 09.06.2018                   | Budapeszt                    | Węgry                        | Australia                    | 1:2                          |                              | Mecz towarzyski                     |
| 7.                           | 18.11.2018                   | Budapeszt                    | Węgry                        | Finlandia                    | 2:0                          |                              | Liga Narodów 2018/2019              |

## Sukcesy

### Fehérvár FC
- Mistrzostwo Węgier (2×): 2014/2015, 2017/2018
- Puchar Węgier (1×): 2018/2019
- Puchar Ligi Węgierskiej (1×): 2011/2012
- Superpuchar Węgier (1×): 2012/2013